# Мирољуб Златковић
Мирољуб Мики Златковић  (Први Тунел, код Косовске Митровице, 1936) српски је књижевник, новинар и планинар.

## Биографија
Рођен је 16. септембра 1936. године у Првом Тунелу у коме су његови родитељи живели у периоду 1935—1962. године, тадашњи Срез Звечански, на Косову и Метохији. Основну школу завршио је у Старом Тргу, а средњу прву индустријску школу у Звечану, затим двогодишњу школу за ВК раднике..
Успешно је завршио школовање за новинара на Југословенском институту за новинарство у Београду. Цео свој радни век провео је радећи у електро-оперативи рудника "Трепча" у Старом Тргу.
Такође, током свог радног века био је и вишедеценијски новинар радничких новина Комбината "Трепча", гласила С.О. Косовска Митровица. О животу и раду радника и рудара рудника "Трепча" и житеља Старог Трга написао је близу пет хиљаде чланака, извештаја, репортажа и хроника, као и 11 књига и монографија..
У скоро објављеном лексикону "Знаменити Срби на Косову и Метохији - данас", поред већ наведеног, објављено је да пасионари спортиста, те да се активно бавио планинарством, аплинизмом и сунчарством.
Остао је да живи на Косову и Метохији, у Звечану са супругом Милом, како каже на "свом огњишту" где је рођен и за које каже да је вековима српско, по култури, традицији и историји. Слави крсну славу- Светог Архангела Михаила

## Рад и дела

### Књиге
- Средњовековни град Звечан, Косовска Митровица : Градска библиотека "Вук Караџић" , 2008,  151456012
- Трепчански рудари Сребрне планине, Београд : Народна и универзитетска библиотека "Иво Андрић" , 2004,  114779404
- Општина Вучитрн : Косово и Метохија : статистика и фото записи након етничког чишћења Срба у периоду јун-август 1999. и након погрома  Приштина : Народна и универзитетска библиотека "Иво Андрић" , 2007,  121997324
- Стари град Звечан, Приштина : Народна и универзитетска библиотека "Иво Андрић" , 2007,  143229708
- Наш завичај - Стари Трг, Косовска Митровица : Општинска библиотека "Вук С. Караџић", 1997,  112603404

## Спољашне везе
- Нацистички робовски логор за Србе у руднику Трепча 1941-44.
- Stan penzioneru iz Zvečana